# Période sylvicole
 (octobre 2020).
Si vous disposez d'ouvrages ou d'articles de référence ou si vous connaissez des sites web de qualité traitant du thème abordé ici, merci de compléter l'article en donnant les références utiles à sa vérifiabilité et en les liant à la section « Notes et références ».

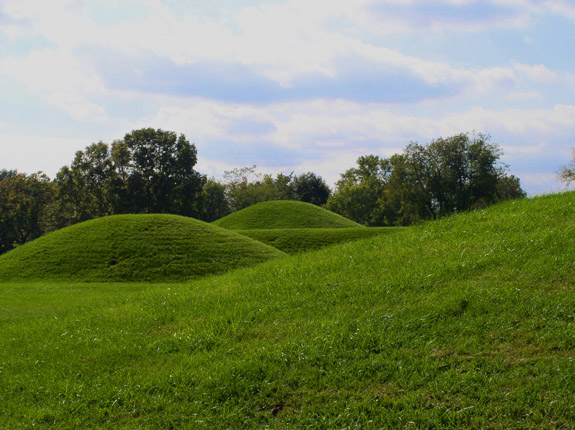
, ensemble de tumulus Hopewell du parc historique national de la culture Hopewell, dans l'Ohio.

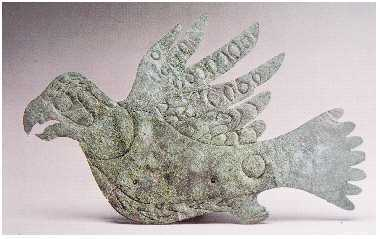
Faucon en cuivre.

La période sylvicole (anglais : Woodland period) est une période d'environ trois millénaires (deux derniers millénaires av. J.-C. et premier après J.-C.) de la Préhistoire et de l'histoire de la civilisation précolombienne des peuples nord-amérindiens de l'est des États-Unis et du Canada. Elle succède à la période archaïque et précède la civilisation mississippienne.
Ce terme a été utilisé à partir des années 1930 pour désigner un large groupe de sites préhistoriques correspondant aussi bien à des cultures archaïques de chasseurs-cueilleurs que les premières cultures agricoles de la civilisation mississippienne, répartis sur une vaste zone allant de la région subarctique du sud-est du Canada jusqu'au golfe du Mexique.
Cette période est considérée comme une étape de transition de cultures nomades à des cultures sédentaires, caractérisée par le développement continu du complexe agricole oriental (évolution de techniques de production agricoles archaïques intégrant notamment la culture mésoaméricaine du maïs), de céramiques plus sophistiquées qu'à l'époque archaïque, d'outils en pierre et en os (lances et propulseurs, en particulier), d'artisanat du cuir et de textiles, et de construction d'habitats pérennes.